# مهدي كروش
مهدي كروش (مواليد 11 أكتوبر 1985 في البرتغال) لاعب كرة قدم نافال - البرتغال يجيد اللعب في خط الهجوم . يلعب حاليا لصالح نادي نافال البرتغال.

## روابط خارجية
- مهدي كروش على موقع قاعدة بيانات كرة القدم.إي يو (الإنجليزية)
- مهدي كروش على موقع ليكيب (الفرنسية)
- مهدي كروش على موقع Soccerbase.com (لاعب) (الإنجليزية)
- مهدي كروش على موقع Soccerway.com (الإنجليزية)
- مهدي كروش على موقع كووورة